# Хуба
Хуба (урарт. Dḫu-ba-a) — женское божество урартского пантеона, супруга бога грозы и войны Тейшеба.
Согласно урартским клинописным текстам жертвоприношение для богини Хубы должно было составлять одну корову и одну овцу.